# Leucanopsis pulveria
Leucanopsis pulveria är en fjärilsart som beskrevs av Rothschild 1910. Leucanopsis pulveria ingår i släktet Leucanopsis och familjen björnspinnare. Inga underarter finns listade i Catalogue of Life.